# اوتاویو بوتکیا
اوتاویو بوتکیا (تلفظ [otˈtavjo botˈtekkja]؛ ۱ اوت ۱۸۹۴ – ۱۵ ژوئن ۱۹۲۷) رکابزن حرفه‌ای اهل ایتالیا بود که در رشتهٔ دوچرخه‌سواری جاده فعالیت می‌کرد. او توانست دو بار پیاپی در سال‌های ۱۹۲۴ و ۱۹۲۵ برندهٔ تور دو فرانس شود. جنازهٔ او در کنار جاده یافته شد و علت مرگش هنوز ناشناخته است.

## آغاز زندگی
بوتکیا هشتمین فرزند خانواده‌ای فقیر با نه فرزند بود. تنها یک سال به مدرسه رفت و پس از آن به کفاشی و آجرچینی مشغول شد. پدرش برای یافتن کار به آلمان رفت. بوتکیا بعدها ازدواج کرد و سه فرزند داشت.
بوتکیا با این که سوسیالیستی معتقد با عقاید ضد فاشیستی بود، در جنگ جهانی اول به یگان‌های تک‌تیرانداز ارتش ایتالیا پیوست. به مدت چهار سال، وظیفهٔ او انتقال پیام و تدارکات به جبههٔ اتریش با یک دوچرخهٔ تاشوی ویژه بود. طی جنگ، به مالاریا مبتلا شد و بارها وادار به فرار از اسارت شد. در ۳ نوامبر ۱۹۱۷ پس از نبرد کبارید که پوشش آتش برای نیروهای در حال عقب‌نشینی فراهم می‌کرد، در معرض حملهٔ شیمیایی قرار گرفت. در نزدیکی سکوالس اسیر شد؛ ولی حین انتقال، فرار کرد. پس از بازگشت به خطوط ایتالیایی‌ها دو عملیات شناسایی در مناطق تحت تصرف اتریش از جمله کوله اومبرتو (محل زندگیش) انجام داد. بعدها نشان برنز شجاعت به او اعطا شد.
پس از ترک خصومت، بوتکیا در سال ۱۹۱۹ به فرانسه رفت تا به بنایی اشتغال یابد. خانواده‌اش همچنان دچار فقر بودند و دختر کوچکش در سال ۱۹۲۱ در هفت سالگی درگذشت.
بوتکیا پس از ورود به دوچرخه‌سواری حرفه‌ای به ایتالیا بازگشت و در سال‌های ۱۹۲۰ و ۱۹۲۱ در چند مسابقه به پیروزی رسید.

## فعالیت حرفه‌ای
بوتکیا در سال ۱۹۲۰ حرفه‌ای شد. تئودورو کارنیلی، رئیس یک اتحادیهٔ دوچرخه‌سواری، یک دوچرخهٔ مسابقه به او داد و او را تشویق کرد به اتحادیهٔ ورزشی پودنونه بپیوندد.
در سال ۱۹۲۳، بوتکیا رتبهٔ پنجم جیرو دیتالیا را به دست آورد که بهترین نتیجهٔ جیرو برای یک رکابزن تنها (بدون تیم) بود. این نتیجه، آنری پلیسیهٔ فرانسوی را ترغیب کرد که او را به تیم حرفه‌ای خود، اوتوموتو-هاچینسون جذب کند. اوتوموتو شرکت موتورسیکلت‌ساز فرانسوی بود که در ایتالیا نیز فروش داشت. هدف اوتوموتو از جذب بوتکیا، افزون بر پیروزی در تور دو فرانس، افزایش فروش در ایتالیا به واسطهٔ حضور بوتکیا بود.
در تور ۱۹۲۳ بوتکیا در یک مرحله پیروز شد و در رده‌بندی پایانی، بر سکوی دوم ایستاد. همچنین برای چند روز پیراهن طلایی را به تن داشت و سپس آن را به پلیسیه داد که در نهایت، برندهٔ تور شد. در ایتالیا لا گاتزتا دلو اسپورت از خوانندگان خود خواست هر کدام یک لیره برای اهدای جایزه به بوتکیا پرداخت کنند. بنیتو موسولینی نخستین کسی بود که درخواست را اجابت کرد.
در تور ۱۹۲۴ بوتکیا برندهٔ مرحلهٔ نخست شد و رهبری را تا پایان تور حفظ کرد تا نخستین ایتالیایی برندهٔ تور دو فرانس باشد. در تمام مسیر تا میلان در قطار درجه سه، پیراهن طلایی را به تن داشت.
بوتکیا در سال ۱۹۲۵ دوباره برندهٔ تور شد و این بار از حمایت لوسین بویسه برخوردار بود. بویسه نخستین خادم در تاریخ تور بود. او که متهم شده‌بود، در تور ۱۹۲۴ بدون تلاش به پیروزی رسیده‌است، در مراحل ۱، ۶، ۷ و پایانی این تور پیروز شد. در تور ۱۹۲۶ بوتکیا نتوانست موفقیت خود را تکرار کند و در آب‌وهوای طوفانی از مسابقه کنار رفت.

## مرگ
در ۲۳ مهٔ ۱۹۲۷ برادر اوتاویو به نام جووانی هنگام رکاب‌زنی در نزدیکی کونلیانو با یک خودرو برخورد کرد و کشته شد. اوتاویو به همین دلیل از فرانسه به ایتالیا بازگشت.
در روز سوم ژوئن، کشاورزی در نزدیکی روستای پئونیس، او را در حالی در جاده یافت که جمجمه‌اش ترک خورده‌بود و چند استخوانش شکسته بود. دوچرخه‌اش اندکی دورتر در حاشیه افتاده بود و آسیبی ندیده‌بود. هیچ نشانه‌ای از خط ترمز نبود تا بتوان ادعا کرد خودرویی بوتکیا را وادار به خروج از جاده کرده‌است. همچنین نشانه‌ای روی پدال یا نوار فرمان نبود تا فرض شود کنترل دوچرخه را از دست داده‌است.
بوتکیا به یک مسافرخانه منتقل و روی میزی خوابانده شد. سپس با درشکه به بیمارستانی در جمونا منتقل شد و در ۱۴ ژوئن در آنجا درگذشت.
بوتکیا در روز تصادفش صبح زود برخاست و به خانهٔ دوستش آلفونسو پیچینی رفت تا با هم به تمرین بروند؛ ولی پیچینی پیشنهادش را رد کرد. سپس به خانهٔ دوست دیگرش، ریکاردو زیله رفت که او نیز کارهای دیگری داشت. بنابراین بوتکیا تنها برای تمرین رفت.
برخی ادعا کردند بوتکیا به قتل رسیده‌است. از جمله کشیشی که در مسافرخانه برای او دعا کرده‌بود، مرگ او را به فاشیست‌های ناراضی از گرایش لیبرال بوتکیا نسبت داد. به گفتهٔ برنار شامبا، پروندهٔ او با شهادت شاهدان و آزمایش پزشکی به سود نظریهٔ تصادف بسته شد. این نظریه مورد حمایت همه از جمله رژیم موسولینی، قاتل محتمل و نیز خانواده‌اش (که پول زیادی از بیمه دریافت می‌کردند) بود. از سوی دیگر، یک ایتالیایی که در نیویورک در آستانهٔ مرگ بود، ادعا کرد برای کشتن بوتکیا استخدام شده بوده‌است.

## در ادبیات
ارنست همینگوی در پایان خورشید همچنان می‌دمد به بوتکیا اشاره کرده‌است.

## نتایج در گرند تورها
|                 | ۱۹۲۳    | ۱۹۲۴    | ۱۹۲۵    | ۱۹۲۶      |
| جیرو دیتالیا    | ۵       | نرفت    | نرفت    | نرفت      |
| پیروزی در مراحل | ۰       | —       | —       | —         |
| تور دو فرانس    | ۲       | ۱       | ۱       | ناتمام-۱۰ |
| پیروزی در مراحل | ۱       | ۴       | ۴       | ۰         |
| ووئلتا اسپانیا  | ناموجود | ناموجود | ناموجود | ناموجود   |
| پیروزی در مراحل | ناموجود | ناموجود | ناموجود | ناموجود   |

| ۱        | برنده                               |
| ۲–۳      | سه نفر اول                          |
| ۴–۱۰     | ده نفر اول                          |
| ۱۱–      | گذر از خط پایان                     |
| نرفت     | در مسابقه شرکت نکرد                 |
| ناتمام-x | به پایان نرساند (انصراف در مرحله x) |
| DNS-x    | آغاز نکرد (عدم شرکت در مرحله x)     |
| اخراج    | اخراج شد                            |
| ناموجود  | مسابقه/رده‌بندی انجام نشد            |
| بی‌رتبه   | در رده‌بندی گنجانده نشد              |